# Paremeopedus minimus
Paremeopedus minimus är en skalbaggsart som först beskrevs av Blair 1940.  Paremeopedus minimus ingår i släktet Paremeopedus och familjen långhorningar. Inga underarter finns listade i Catalogue of Life.